# 利涅龙河畔圣克里斯托夫
利涅龙河畔圣克里斯托夫（法語：Saint-Christophe-du-Ligneron，法語發音：[sɛ̃ kʁistɔf dy liɲʁɔ̃]），或纯音译作圣克里斯托夫-迪利涅龙，是法国卢瓦尔河地区大区旺代省的一个市镇，位于该省西北部，属于莱萨布勒多洛讷区。

## 地理
利涅龙河畔圣克里斯托夫（46°49'27"N, 1°45'47"W）面积42.42 平方千米，位于法国卢瓦尔河地区大区旺代省，该省份为法国西部沿海省份，北起大西洋卢瓦尔省和曼恩-卢瓦尔省，西临大西洋，南至滨海夏朗德省，东部及东南部与德塞夫勒省接壤。
与利涅龙河畔圣克里斯托夫接壤的市镇（或旧市镇、城区）包括：阿普勒蒙、沙朗、科姆基耶、法勒龙、弗鲁瓦丰、马谢、圣保罗蒙珀尼。

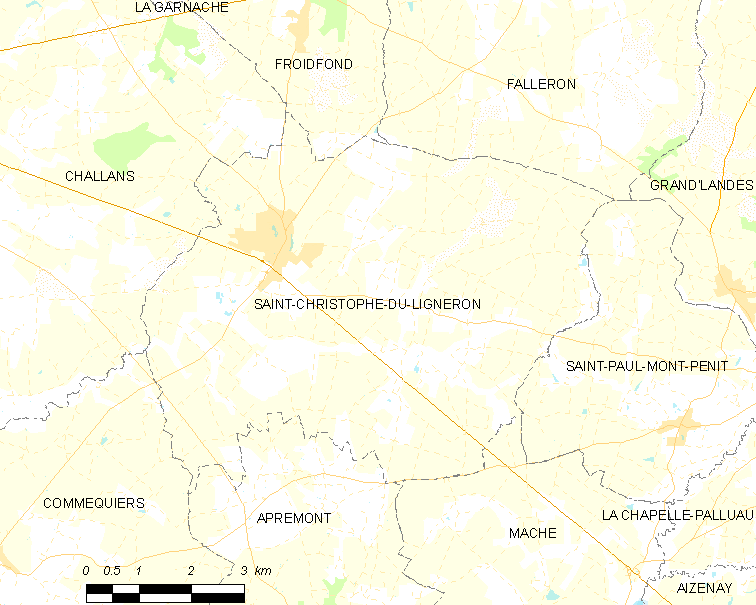
利涅龙河畔圣克里斯托夫的OSM定位图

利涅龙河畔圣克里斯托夫的时区为UTC+01:00、UTC+02:00（夏令时）。

## 行政
利涅龙河畔圣克里斯托夫的邮政编码为85670，INSEE市镇编码为85204。

## 政治
利涅龙河畔圣克里斯托夫所属的省级选区为沙朗县。

## 人口

1962-2008年间利涅龙河畔圣克里斯托夫人口变化图示

利涅龙河畔圣克里斯托夫于2022年1月1日时的人口数量为2653人。